# Parafia Krzyża Świętego w Łomży
Parafia Rzymskokatolicka pw. Krzyża Świętego w Łomży – parafia rzymskokatolicka należąca do dekanatu Łomża, diecezji łomżyńskiej, metropolii białostockiej. Została erygowana 22 czerwca 1997 przez biskupa łomżyńskiego Stanisława Stefanka z terytorium parafii Miłosierdzia Bożego i parafii Bożego Ciała w Łomży.

## Historia
16 października 1995 biskup łomżyński Juliusz Paetz na osiedlu Wyzwolenia pobłogosławił plac i postawiony na nim krzyż oraz zlecił przygotowanie tamże tymczasowej kaplicy. Rozpoczętą przez ks. prał. Radzisława Ambroziaka proboszcza parafii Miłosierdzia Bożego jesienią 1995 budowę kaplicy podjął w następnym roku wikariusz parafii Bożego Ciała ks. Andrzej Godlewski. W dniu 21 września 1996 biskup Tadeusz Zawistowski pobłogosławił kaplicę Krzyża Świętego przekazując ją do użytku wiernych z obydwu ww. parafii.
3 czerwca 2001 biskup łomżyński Stanisław Stefanek pobłogosławił pierwszą część Centrum Katolickiego które było budowane od 1999 Biskup ełcki Edward Eugeniusz Samsel w niedzielę 5 sierpnia 2001 pobłogosławił aulę Kardynała Stefana Wyszyńskiego oraz domową kaplicę pw. NMP Częstochowskiej. 6 stycznia 2002 biskup łomżyński Stanisław Stefanek i Biskup pomocniczy Tadeusz Zawistowski pobłogosławili siedzibę nowo utworzonego Diecezjalnego Radia Nadzieja z siedzibą w Centrum Katolickim. Biskupi pobłogosławili wtedy również salę sportową imienia św. Stanisława Kostki. Centrum Katolickiemu nadano im. Jana Pawła II. W budynku mieści się również plebania parafialna.

## Miejsca święte
Kościół parafialny
25 marca 2000 biskup Stanisław Stefanek pobłogosławił rozpoczęcie budowy nowej świątyni parafialnej pw. Krzyża Świętego według projektu architekta Marka Przeździeckiego z Warszawy. Kamień węgielny pod budowę tej świątyni został wmurowany 21 września 2000 przez biskupa łomżyńskiego Stanisława Stefanka oraz biskupa pomocniczego Tadeusza Zawistowskiego. Kościół ten budowany jest staraniem ks. proboszcza Andrzeja Godlewskiego jako wotum wdzięczności za 1000 lat chrześcijaństwa na Ziemi Łomżyńskiej.
Kościoły filialne i kaplice
Parafia ma pod swoją opieką kaplicę pod wezwaniem Najświętszej Maryi Panny z Lourdes, znajdującą się w Szpitalu Wojewódzkim im. kard. Stefana Wyszyńskiego. Opiekunem kaplicy jest ks. kan. mgr Witold Wróblewski który jest zarazem kapelanem Szpitala

## Proboszczowie

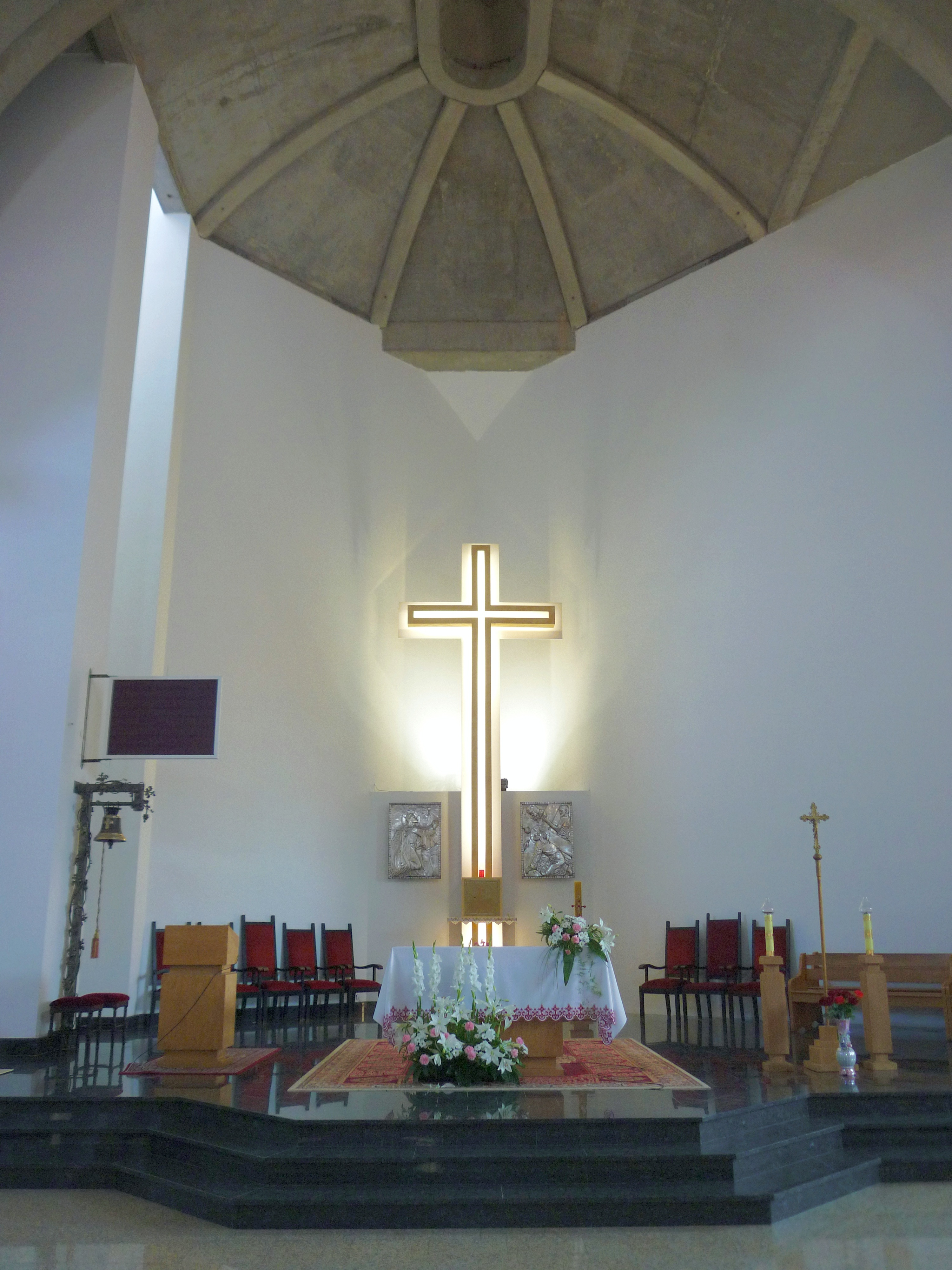
Ołtarz główny świątyni

- ks. kan mgr Andrzej Godlewski – od 1997 (organizstor placówki duszpasterskiej od 1996)

## Obszar parafii
W granicach parafii znajdują się ulice w Łomży
- Hipokratesa,
- Kazańska,
- Ks. Janusza, Małachowskiego (bl. 5),
- Mazowiecka (bl. 2, 4, 6),
- Łagody,
- Niemcewicza,
- Przykoszarowa (bl. 31, 33, 35, 37),
- Rycerska (bl. 3)
- Staffa (bl. 12, 14, 16, 18, 20, 22),
- Sybiraków,
- Talesa,
- Żeromskiego,
- Piłsudskiego (zabudowa jednorodzinna),
- Rycerskiej (zabudowa jednorodzinna).